# 朗庞
朗庞（法語：Rampan，法語發音：[ʁɑ̃pɑ̃]）是法国芒什省的一个市镇，属于圣洛区。

## 地理
朗庞（49°8'44"N, 1°7'48"W）面积4.09 平方千米，位于法国诺曼底大区芒什省，该省份为法国西北部沿海省份，西、北、东北三面环大西洋，东起顺时针与卡爾瓦多斯省、奧恩省、马耶讷省和伊勒-维莱讷省接壤。
与朗庞接壤的市镇（或旧市镇、城区）包括：阿尼欧、泰尔瓦勒、拉莫夫、圣乔治蒙科克、蓬埃贝尔。

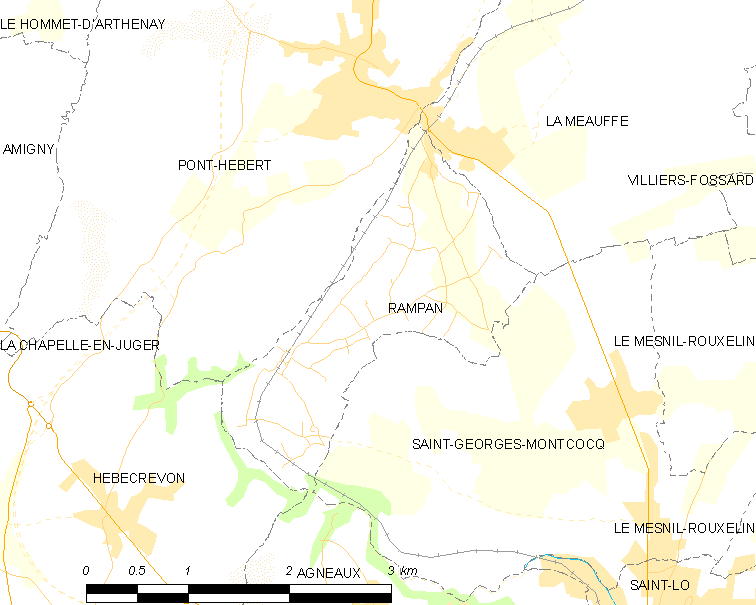
朗庞的OSM定位图

朗庞的时区为UTC+01:00、UTC+02:00（夏令时）。

## 行政
朗庞的邮政编码为50000，INSEE市镇编码为50423。

## 政治
朗庞所属的省级选区为蓬埃贝尔县。

## 人口

1962-2008年间朗庞人口变化图示

朗庞于2022年1月1日时的人口数量为227人。